# شعب ميسكيتو
الميسكيتو (بالإنجليزية: The Miskito)‏ جماعة إثنية أصلية في أميركا الوسطى، معظمهم عِرق مختلط. في الطرف الشمالي من أراضيهم، فإن السكان في المقام الأول هم من أصول إفريقية – أمريكية أصلية؛ أما الآخرون فهم من أصول مختلطة أفريقية– أمريكية وإنجليزية. وتمتد أراضيهم من كابي كامارون، هندوراس، إلى ريو غراندي دي ماتاغالبا، نيكاراغوا، على طول ساحل موسكيتو، في منطقة غربي البحر الكاريبي. قُدر تعدادهم 180000 نسمة في عام 2016.
يتحدث السكان الأصليون لغة ميسكيتو الأصلية، ولكن الجماعات الكبيرة تتحدث أيضًا بلغة ميسكيتو كوست الكريولية، والإسبانية لغة التعليم والحكومة، وغيرها من اللغات. إن لغة ميسكيتو كوست الكريولية هي لغة كريولية قائمة على الإنجليزية، وظهرت من خلال اتصالات متكررة مع التجار البريطانيين نتيجة هيمنتهم على هذا ساحل. العديد منهم مسيحيون. منحتهم اتفاقية سلام عام 1987 حقوق الأرض على أراضيهم الموروثة. ولكن على الرغم من الصراعات السياسية الكبيرة التي شهدها تاريخهم، يواجه ميسكيتيو اليوم انتهاكات لحقوق الإنسان بسبب النزاعات المتعلقة بحقوق الأرض حسبما ذكرت لجنة البلدان الأمريكية لحقوق الإنسان.

## الاسم
يستمد اسم «ميسكيتو» من الاسم الإثني بلغة ميسكيتو«ميسكيتو،  Mískitu»، وهو الاسم الذي أطلقوه على أنفسهم. ولا يوجد ترابط مع كلمة «mosquito ، بعوضة» الإسبانية المشتقة من كلمة موسكا   moscaوتعني «ذبابة» التي تستخدم أيضا باللغة الإسبانية للإشارة للحشرة.

## التاريخ
قبل وصول الأوروبيين إلى المنطقة في القرن الثامن عشر، كانت المنطقة مقسمة إلى العديد من مجموعات السكان الأصليين الصغيرة المتسمة بالمساواة، وربما ارتبطت اللغات المحكية بلغات السومو. وقد أدرج الإسبان 30 «أمة» في تاغوزغالبا وتولوغالبا حسب فهمهم لتوزعهم الجغرافي. ويشير تحليل كارل أوفين لهذه البيانات التاريخية إلى وجود نحو ستة كيانات قائمة في أحواض الأنهار، وهي مجموعات متميزة بلهجاتها اللغوية.
ولم يتمكن الإسبان من غزو هذه المنطقة خلال القرن السادس عشر. وكان قسم كبير من ساحل الكاريبي في نيكاراغوا وشمال شرق هندوراس خارج السيطرة الإسبانية. وقد أصبحت المنطقة ملاذًا لأهل شمال أوروبا، بالأخص القراصنة الهولنديين والإنجليزيين والويلزيين في أوائل القرن السابع عشر أمثال هنري مورغان ودانيال مونتبارز ووليام دامبير.
وصل عدد من الأفارقة إلى الساحل من سفن العبيد المحطمة، ولا سيما إحدى السفن في منتصف القرن السابع عشر. استقر الناجون من تحطم السفن والعبيد الفارون من مستعمرة جزيرة بروفيدنس، حول منطقة غراسياس أ ديوس. وتزوجوا من أفراد السكان الأصليين.
أشار الأسبان إلى ذرية الجنس المختلط باسم «موسكيتو زامبو»  (موسكيتو – أي البعوضة –  كانت نقحرة الإسبان لكلمة ميسكيتو). أما ميسكيتو المنطقة الجنوبية (نيكاراغوا) فقد كانوا أقل اختلاطًا من الناحية العرقية. وقد صنفهم العلماء المعاصرون على أنهم تويرا ميسكيتو. وكثيرًا ما أدت التناحرات بين هاتين المجموعتين والمنافسة على الأراضي إلى حروب كانت سببًا في إثارة الفرقة والانقسام في القرن الثامن عشر.

### تحالف ميسكيتو – البريطاني
قام القراصنة الإنجليز الذين يعملون من خلال شركة جزيرة بروفيدنس بعقد تحالفات غير رسمية مع الميسكيتو. بدأ هؤلاء الإنجليز في تتويج قادة ميسكيتو كملوك (أو زعماء)؛ وكانت أرضهم تسمى مملكة موسكيتو (تبنى الإنجليز المصطلح الإسباني للسكان الأصليين). وصفت رواية مكتوبة للمملكة عام 1699 بأنها انتشرت في مختلف المجتمعات على طول الساحل ولكن ليس في جميع الأراضي. ومن المحتمل أنها لم تشمل مستوطنات التجار الإنجليز. لم يمتلك الملك السلطة المطلقة. فقد أشارت رواية عام 1699 إلى أن الملوك والحاكمين لم يمتلكوا أي سلطة إلا في زمن الحرب، حتى في مسائل العدالة. وفيما عدا ذلك كان الناس متساويين. أطلق الإنجليز على زعمائهم لقب الملك، والحاكم، والجنرال، وأدميرال بحلول خمسينيات القرن الثامن عشر. كثيراً ما تكون المعلومات التاريخية عن الملوك غامضة إذ أن العديد من الملوك كانوا أشباه أساطير.
في أواخر القرن السابع عشر وأوائل القرن الثامن عشر، شن الميسكيتو زامبو سلسلة من الغارات التي استهدفت الأراضي الواقعة تحت الحكم الإسباني وجماعات السكان الأصليين التي مازالت مستقلة في المنطقة. وصل الميسكيتو حتى يوكاتان شمالًا ، وحتى كوستاريكا وجنوبًا. بِيعَ العديد من أَسرَاهم كعبيد لتجار الرقيق الأوروبيين، وانتهى الكثير منهم إلى العمل في مزارع السكر في جامايكا. بالإضافة إلى ذلك، ومنذ عام 1720 فما بعد، أوكلت السلطات الاستعمارية في جامايكا إلى «ميسكيتو» مهمة القبض على أفراد شعب المارون في الجبال الزرقاء، إذ كانوا مقتفيي أثر ماهرين.
أبرم ملك الميسكيتو معاهدة صداقة وتحالف رسمية مع البريطانيين عام 1740. وقد عين البريطانيون جون هودجسون مشرفًا على الساحل. أقام البريطانيون محمية على أمة ميسكيتو، والتي أُطلِق عليها غالبًا ساحل موسكيتو (مرتبطة بالاسم الإسباني الأصلي).
ساعدت مملكة ميسكيتو بريطانيا أثناء حرب الاستقلال الأميركية من خلال مهاجمة المستعمرات الإسبانية لسحب قواتها. ولقد حققت العديد من الانتصارات إلى جانب البريطانيين. ولكن بعد اختتام عملية السلام في عام 1783، اضطرت بريطانيا إلى التنازل عن السيطرة على الساحل لإسبانيا. وقد تم الانسحاب البريطاني في نهاية يونيو 1787. ولتعويض مؤيديهم من شعب ميسكيتو، أعاد البريطانيون توطين 537 ميسكيتو، مع 1,677 عبيداً، من موسكيتيا إلى مستوطنة باي في هندوراس البريطانية (بليز حاليًا). وعلى الرغم من انسحابهم الرسمي، احتفظت بريطانيا بمحمية غير رسمية على المملكة. وكثيرًا ما تدخلت لحماية مصالح ميسكيتو من الانتهاكات الإسبانية.

## التصنيف

### انطباق مصطلح «المجموعة الإثنية» على شعب ميسكيتو
من الناحية التاريخية، لم يتم الاعتراف بميسكيتو «كشعب» واحد حتى نما عددهم في المنطقة إلى الحد الذي لا يمكن تصنيفها فيه على أنها «منطقة ذات كثافة سكانية منخفضة». يُعرف الميسكيتو عمومًا بكميات كبيرة من التغايرية الإثنية الناجمة عن تمازج الأجناس بين أسلافهم الأفارقة وأجدادهم الأول. وبالإضافة إلى ذلك، فإن وجودهم التاريخي المستمر والجغرافي المعاصر على الساحل الأطلسي لنيكاراغوا وهندوراس يسمح بالاعتراف بهم «كمجموعة إثنية».

### المجموعات الفرعية
نتيجة لعدم التجانس الإثني لدى شعب ميسكيتو، يُوجد مجموعات إثنية فرعية مختلفة داخل هوية ميسكيتو الكبرى. وثمة تمييز إثني رئيسي بين زامبو ميسكيتو والتويرا ميسكيتو. ويشكل زامبو ميسكيتو تمثيلاً إثنيًا كبيرًا للأفارقة في منطقة غراسياس أ ديوس، وهم الناجون من سفينة العبيد الهولندية المتحطمة. استمر زامبو ميسكيتو في تشكيل علاقات قوية مع البريطانيين، وجاء العديد من ملوك ميسكيتو من هذه الجماعة. ويتحدث زامبو ميسكيتو لهجة وانكي بيلا.
وعلى النقيض من ذلك، فإن لتويرا ميسكيتو تمثيل إثني أكبر ويتحدثون لهجة كابو بيلا. وفقًا لميرينجر، تصنف السجلات التاريخية التويرا على أنهم «هنود أنقياء». ولمواجهة إخضاعهم من قبل زامبو ميسكيتو، سعى أفراد تويرا ميسكيتو إلى التحالف مع الإسبان في القرن الثامن عشر. وتشمل الجماعات المرتبطة بهم الغاريفونيون، والمارون، والكاربييون الأفارقة، والسومو.